# Высушка
Высушка (укр. Восушка, Висушка, Осушка, Везучка) — река в Тернопольском районе Тернопольской области, Украина. Левый приток реки Стрыпа (бассейн Днестра).
Длина реки 34 км. Площадь водосборного бассейна 187 км². Уклон 1,0 м/км. Долина V-образная, шириной 200—300 м. Пойма двухсторонняя, шириной 20-50 м. Русло слабоизвилистое, шириной 8 м, регулируется системой прудов. Используется для хозяйственных нужд.
Правый приток — река Цыцорка.
На реке расположены населённые пункты (от истока к устью): Яцковцы, Сыровары, Белковцы, Богдановка, Осташевцы, Даниловцы, Озёрная, Покропивная, Козлов, Дмуховцы, Слободка, Городище.